# 505-я Бужимская бригада
505-я рыцарская моторизованная бригада (босн. 505. Viteška Motorizovana brigada) входила в состав 5-го корпуса под командованием бригадного генерала Изета Нанича. 505-я Рыцарская моторизованная бригада была отмечена покойным президентом Боснии и Герцеговины Алией Изетбеговичем как самая элитная бригада во время боснийской войны из-за ее многочисленных побед. 
505-й Рыцарской моторизованной бригадой командовал Изет Нанич с момента ее создания до своей смерти в 1995 году. За время боснийской войны бригада освободила около 300 км2 боснийской территории от Республики Сербской.

## История
Бригада была сформирована 15 августа 1992 года и сначала называлась «105-я пехотная бригада Бужимской Краины», но 1 апреля была преобразована в 505-ю бригаду. На день формирования бригада насчитывала 97 офицеров, 140 унтер-офицеров и 1452 солдата, треть из них была вооружена пехотным или охотничьим оружием. 14 декабря решением президиума бригаде было присвоено звание «Рыцарская». Первый боевой опыт бригады произошел 21 апреля 1992 года, когда сербские солдаты атаковали Босанску Крупу с целью ее захвата. Им не удалось выполнить поставленную задачу, но отсутствие оружия и боеприпасов вынудило части переправиться на левый берег реки Уны, где были укреплены и закреплены позиции. Первая крупная победа бригады была в Мунхе, где 360 плохо вооруженных бойцов бригады сражались против хорошо укрепленной и хорошо вооруженной бригады Армии Республики Сербской и победили. 163 сербских солдат были убиты в бою и несколько сотен были ранены, в то время как только 18 из 505-й бригады были убиты.
Командир бригады Изет Нанич погиб попав в засаду во время операции «Буря» 5 августа 1995 года. Посмертно награжден орденом «Золотая лилия» и орденом Героя Освободительной войны.

## Значимые действия и успехи
- Операция Мунья '93
- Операция «Тигр 94»
- Операция «Паук»
- Операция Бреза '94
- Операция «Сана»

## Структура
Бригада была реорганизована, в нее были добавлены следующие подразделения:
- 1-й отряд Бужимской ТО
- 2-й отряд Бужимской ТО
- 3-й отряд Бужимской ТО
- Отряд специального назначения «Хамзе»
- Подразделение спецназа «Газие»
- Отдельные части из отряда Бужимской ТО

## Потери
В составе 505-й Рыцарской бригады было 462 убитых, 2514 раненых и 189 пропавших без вести/пленных бойцов и старшин.